# Aniba kappleri
Aniba kappleri är en lagerväxtart som beskrevs av Carl Christian Mez. Aniba kappleri ingår i släktet Aniba och familjen lagerväxter. Inga underarter finns listade i Catalogue of Life.